# Perekop
Perekop (Перекоп en ruso y en ucraniano; en tártaro de Crimea: Or Qapı) es una población situada en el istmo de Perekop que conecta la península de Crimea a Oblast de Jerson de Ucrania. Es conocido por la Fortaleza Or Qapı que sirvió como puerta de entrada a la península de Crimea. El pueblo en la actualidad forma parte del Municipio de Armyansk, un histórico Ermeni Bazar.  Población: 894 habitantes (2001)

## Nombre
El nombre Or Qapı en tártaro de Crimea significa Or = zanja y Qapı = puerta, mientras que Perekop en idiomas eslavos significa literalmente una localidad sobre excavada. Anteriormente, el poblado también llevó un nombre griego: Tafros, nombre que significa asimismo  también una localidad sobre excavada.

## Historia
Durante la guerra ruso-turca (1735-1739), el mariscal de campo ruso Burkhard Christoph von Münnich asaltó con éxito las fortificaciones el 17 de junio de 1736 y dejó la fortaleza tártara en ruinas. Este fue un serio, si no mortal, golpe a la independencia del kanato de Crimea.
La ciudad fue prácticamente arrasada durante el cerco de Perekop por el Ejército Rojo en 1920. El asedio fue un episodio clave de la guerra civil rusa. La victoria de los bolcheviques les permitió desalojar el Ejército Blanco de Pyotr Wrangel de Crimea. Doce años más tarde, los soviéticos fundaron la nueva ciudad de Krasnoperekopsk, 32 kilómetros al sur.